# Akamella

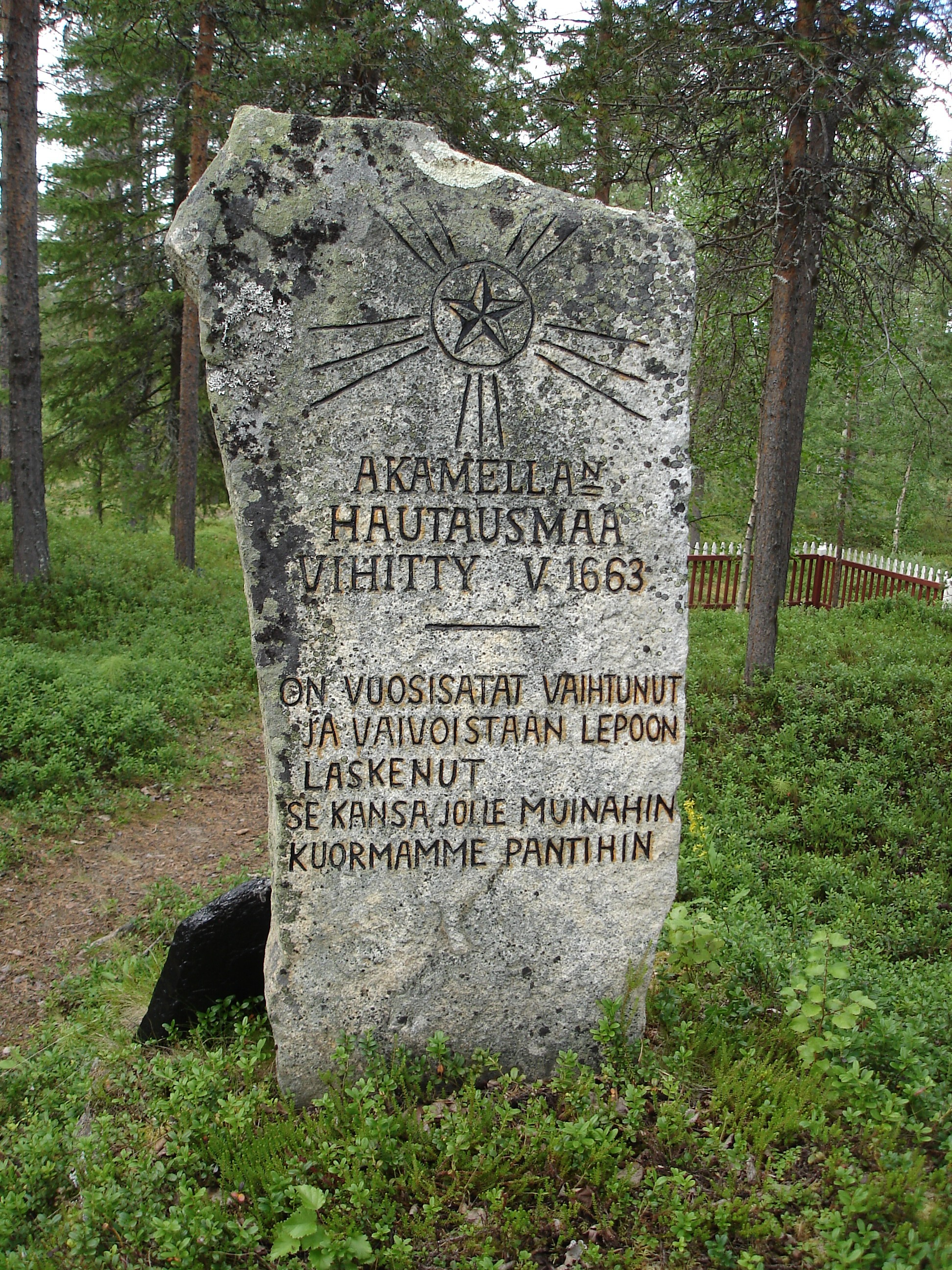
"Akamella begravningsplats, invigd år 1663. Århundraden ha svunnit, och här släkten vila funnit. Som i forna tider svåra, burit bördorna våra."

Akamella är en övergiven begravningsplats vid Muonioälven i Pajala kommun i Norrbotten. Begravningsplatsen användes mellan 1663 och 1817 av invånare inom tio mils radie från Muonio. 
Det är okänt hur många som begravts på området. Där finns ett femtontal gropar efter äldre begravningar, en minnessten och en gravsten. 
1878 plundrades ett antal kranium från kyrkogården i rasbiologiskt syfte av Edvard Pfaler som förde dem till Helsingfors universitets anatomiska samlingar. 2001 överlämnades kvarlevorna till Siida i Enare som 2023 överlämnade kvarlevorna till Pajala församling för att återbegravas i Akamella 18 augusti 2024.